# 베이루트주
베이루트주(아랍어: محافظة بيروت)는 레바논의 주로, 주도는 레바논의 수도인 베이루트이며 면적은 19.8km2이다. 면적은 작은 편이지만 레바논의 정치적, 경제적, 문화적, 사회적 중심지 역할을 한다.